# Powiat Jauer

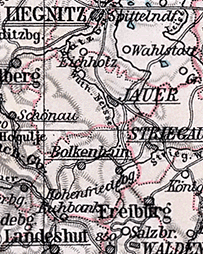
Kreis Jauer, 1905 r.

Powiat Jauer (niem. Kreis Jauer, pol. powiat jaworski) – niemiecki powiat istniejący w okresie od 1741 do 1932 i od 1933 do 1945 r. na terenie prowincji śląskiej.
Powiat Jauer należał początkowo do rejencji wrocławskiej pruskiej Prowincji Śląsk, jednak w 1816 r. został przeniesiony do rejencji dzierżoniowskiej, a po likwidacji tej rejencji już w 1820 r. przeszedł w skład rejencji legnickiej. W 1932 r. został zlikwidowany poprzez włączenie do powiatu Liegnitz, ale już rok później wydzielono go ponownie z części terenów powiatów Liegnitz i Landeshut. Od 1945 r. terytorium powiatu znajduje się pod administracją polską.
W 1910 r. powiat obejmował 78 gmin o powierzchni 328,82 km² zamieszkanych przez 36.143 osób.